# Gynoplistia pictipennis
Gynoplistia pictipennis är en tvåvingeart som först beskrevs av Philippi 1866.  Gynoplistia pictipennis ingår i släktet Gynoplistia och familjen småharkrankar. Inga underarter finns listade i Catalogue of Life.